# Pommiers (Rodano)
Pommiers è un comune francese di 2 316 abitanti situato nel dipartimento del Rodano nella regione Alvernia-Rodano-Alpi.

## Società

### Evoluzione demografica
Abitanti censiti